# Peter Piot

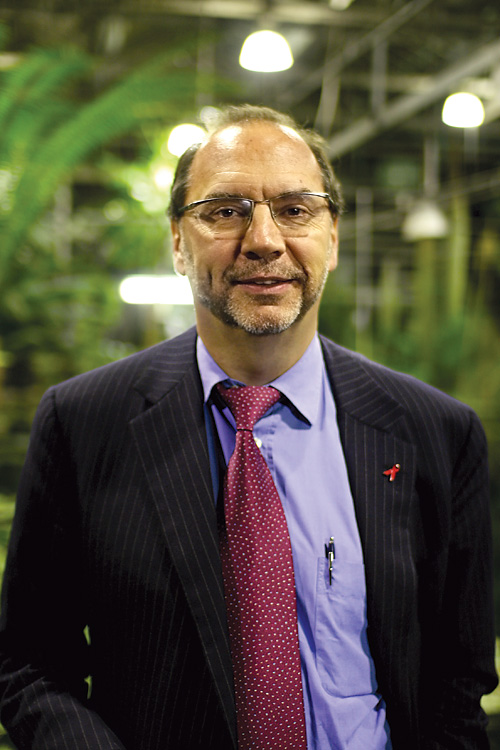
Peter Piot

Peter Karel baron Piot (Keerbergen, 17 februari 1949) is een Belgisch arts en professor. Hij is een voormalig assistent-secretaris-generaal van de Verenigde Naties en was directeur van UNAIDS. Sinds 2008 is hij professor aan het Imperial College in Londen.

## Levensloop
Peter Piot is een zoon van René Piot (1925-2016), die directeur-generaal was van de Nationale Dienst voor de Afzet van land- en tuinbouwproducten (in de omgang de Afzet genoemd).
Tijdens zijn studentenjaren voerde Peter actie binnen de Revolutionaire Arbeidersliga (RAL), de trotskistisch-linkse beweging en partij, in het voetspoor van Ernest Mandel.
In 1974 studeerde hij af als arts aan de Rijksuniversiteit Gent waarna hij in 1976 mede-ontdekker was van het ebolavirus in Zaïre. Hij vloog naar het dorp bij de Ebola-rivier, en werd zo persoonlijk verantwoordelijk voor het bedwingen van de eerste epidemie. In 1980 behaalde hij een doctoraat in de microbiologie aan de Universiteit Antwerpen, waarna hij ging werken aan het Instituut voor Tropische Geneeskunde. Hij werd later directeur van de London School of Hygiene & Tropical Medicine.
In 1995 werd hij in de Belgische erfelijke adelstand opgenomen, met de persoonlijke titel van baron. Van 2008 tot 2012 was hij voorzitter van de Koning Boudewijnstichting.
In 2009 werd hij de eerste directeur van het Institute for Global Health van het Imperial College in Londen.
In maart 2020 werd hij getroffen door het coronavirus en moest hij worden opgenomen in het ziekenhuis.

## Aids
Van 1991 tot 1994 was Piot voorzitter van de International AIDS Society. Van 1992 tot 1994 werkte hij als geassocieerd directeur aan de aids-programma's van de Wereldgezondheidsorganisatie.
Op 12 december 1994 werd hij benoemd tot directeur van UNAIDS en tevens assistent-secretaris-generaal van de Verenigde Naties. Hij oefende beide functies uit tot eind 2008.

## Publicaties
Hij publiceerde 17 boeken en circa 600 wetenschappelijke artikels, waaronder:
- Samen met Ruth Marshall: No time to lose: a life in pursuit of deadly viruses. New York: Norton, 2012. (Vertaald uit het Engels: Hans E. van Riemsdijk: Van ebola tot aids: een leven lang strijd tegen infectieziekten. Tielt: Lannoo, 2012. ISBN 9789401402262)
- Aids between science and politics, Columbia University Press, 2015

## Privéleven
Peter Piot is gehuwd met antropologe Heidi Larson, de oprichtster en directeur van het in Londen gevestigde Vaccine Confidence Project en gewezen hoofd van de Global Immunisation Communication van UNICEF.